# Sung Kim
Sung Kim (Seul, 1960) è un politico e diplomatico sudcoreano naturalizzato statunitense, ambasciatore nelle Filippine dal 2016.
Tra il 2011 e il 2014 è stato anche ambasciatore in Corea del Sud, suo paese d'origine.

## Biografia
Nacque a Seul, in Corea del Sud, figlio di un diplomatico sudcoreano. Nel 1973 si trasferì con la famiglia negli Stati Uniti, a seguito della nomina del padre come ambasciatore in Giappone. Kim crebbe nella città di Los Angeles, ottenendo poi lauree presso l'Università della Pennsylvania, la Loyola Law School e la prestigiosa London School of Economics and Political Science. Più tardi ottenne anche una laurea honoris causa all'Università Cattolica della Corea.
Prima di iniziare la propria carriera diplomatica, Kim lavorò come procuratore presso il district attorney della città di Los Angeles.

### Ambasciatore nelle Filippine
Il 19 maggio 2016 fu incaricato dal presidente Barack Obama per sostituire l'uscente Philip Goldberg come ambasciatore nelle Filippine. La sua nomina fu confermata dal Senato statunitense il 28 settembre ed egli ricevette ufficialmente l'incarico dal Segretario di Stato John Kerry il 3 novembre seguente. Kim arrivò a Manila solamente il 3 dicembre, un mese dopo la sua nomina, e presentò le sue credenziali diplomatiche al presidente Rodrigo Duterte tre giorni dopo.